# 延命寺 (河内長野市)
延命寺（えんめいじ）は、大阪府河内長野市の真言宗御室派の寺院。

## 概要
弘仁年間（810年 – 824年）、空海が地蔵の石仏を刻んで本尊としたのが当寺の始まりとされる。寛永16年（1639年）に、この地に生まれた浄厳が延命寺に寺号を改め中興する。延宝5年（1677年）、薬樹山延命寺に寺号を改め、本尊も如意輪観音に改められた。山号の由来はこの地に薬草が多く生えていたことからとされる。
紅葉の名刹として有名で大阪みどりの百選に選ばれている。樹齢1000年とも言われている巨大なカエデ（もみじ）の老木は「夕照もみじ」といい大阪府天然記念物に指定されている。また、すぐ近くには長野公園・延命寺地区がある。

## 文化財

### 重要文化財
- 絹本著色兜率天曼荼羅図（明治37年2月18日指定）
- 木造釈迦如来立像（明治37年2月18日指定）

### 河内長野市指定文化財
- 石造地蔵菩薩立像（S43.1.9指定）
- 僧浄厳の墓（S45.11.26指定）
- 絹本著色伝地蔵曼荼羅図（H18.3.13指定）
- 木造薬師如来坐像（H23.9.1指定）

### 大阪府指定天然記念物
- 延命寺の夕照もみじ（S45.2.20指定）

本節の出典：大阪府内指定文化財一覧（「河内長野市」をクリック）

## 交通
- 南海高野線三日市町駅より徒歩40分
- 南海高野線美加の台駅より南海バス乗換、神ヶ丘口下車、徒歩約10分

## ギャラリー

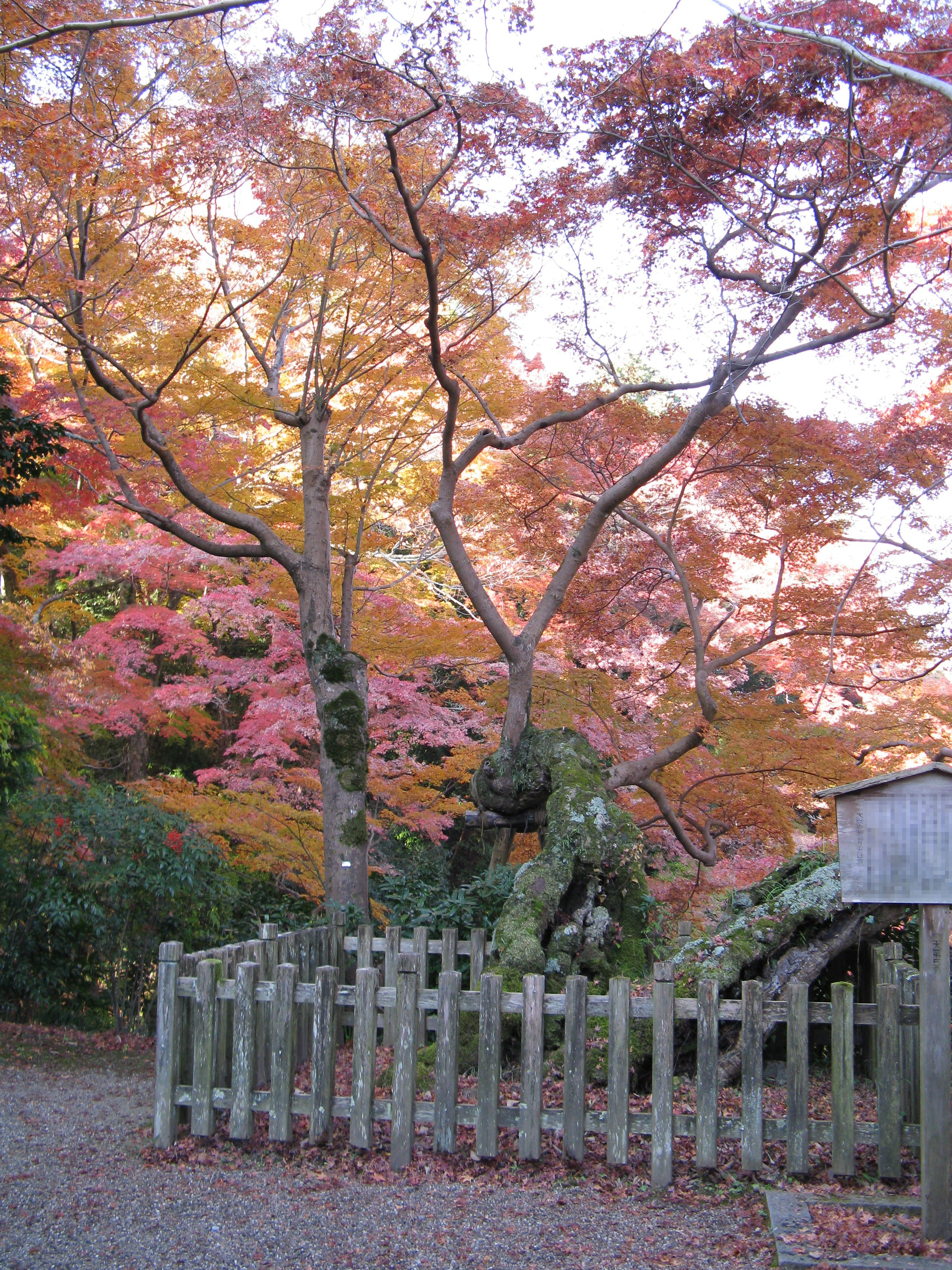
夕照もみじ
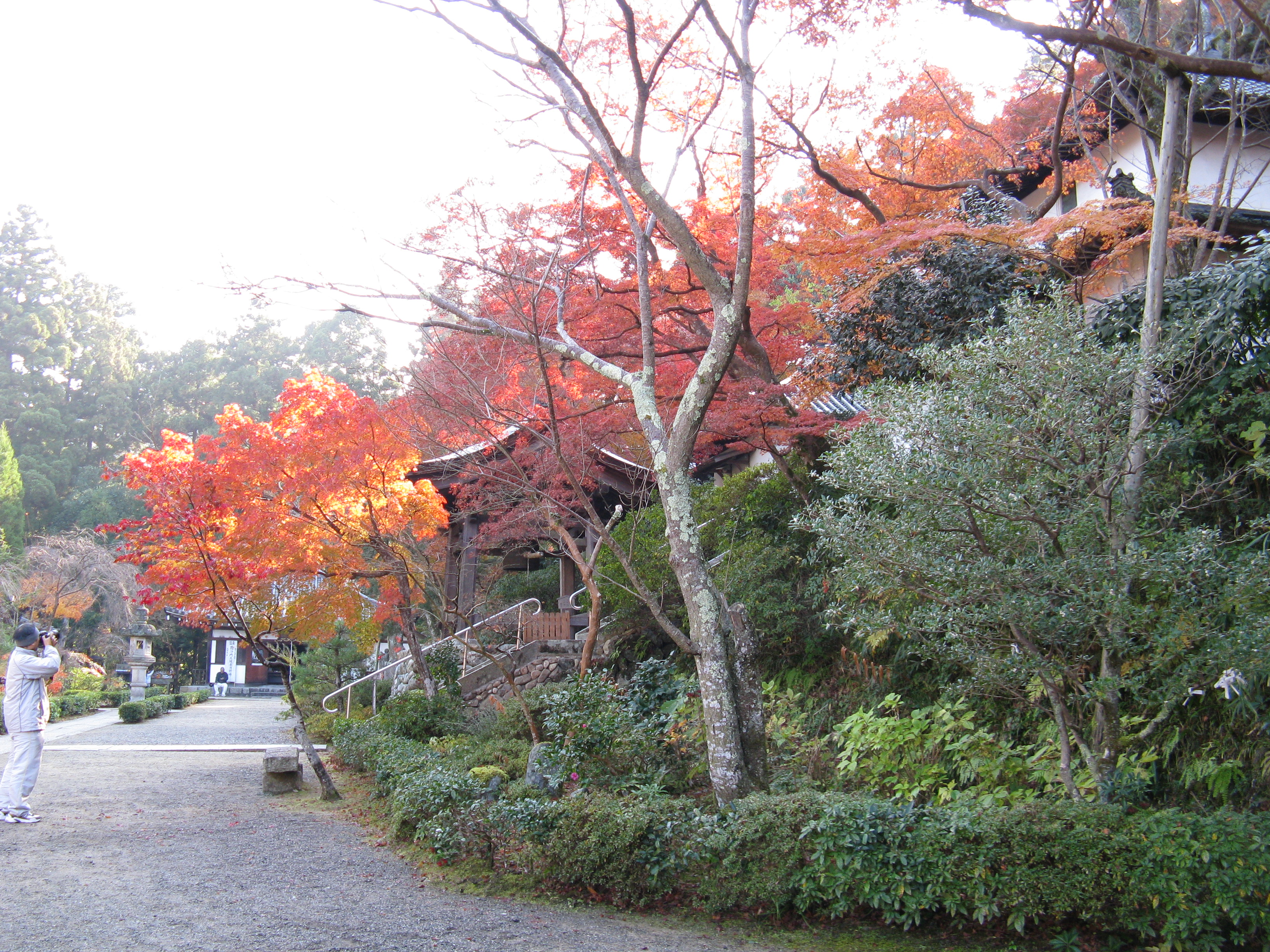
晩秋の境内